# Pays Bas-Tondi Gammé
Pays Bas-Tondi Gammé ist ein Stadtviertel (französisch: quartier) im Arrondissement Niamey IV der Stadt Niamey in Niger.

## Geographie

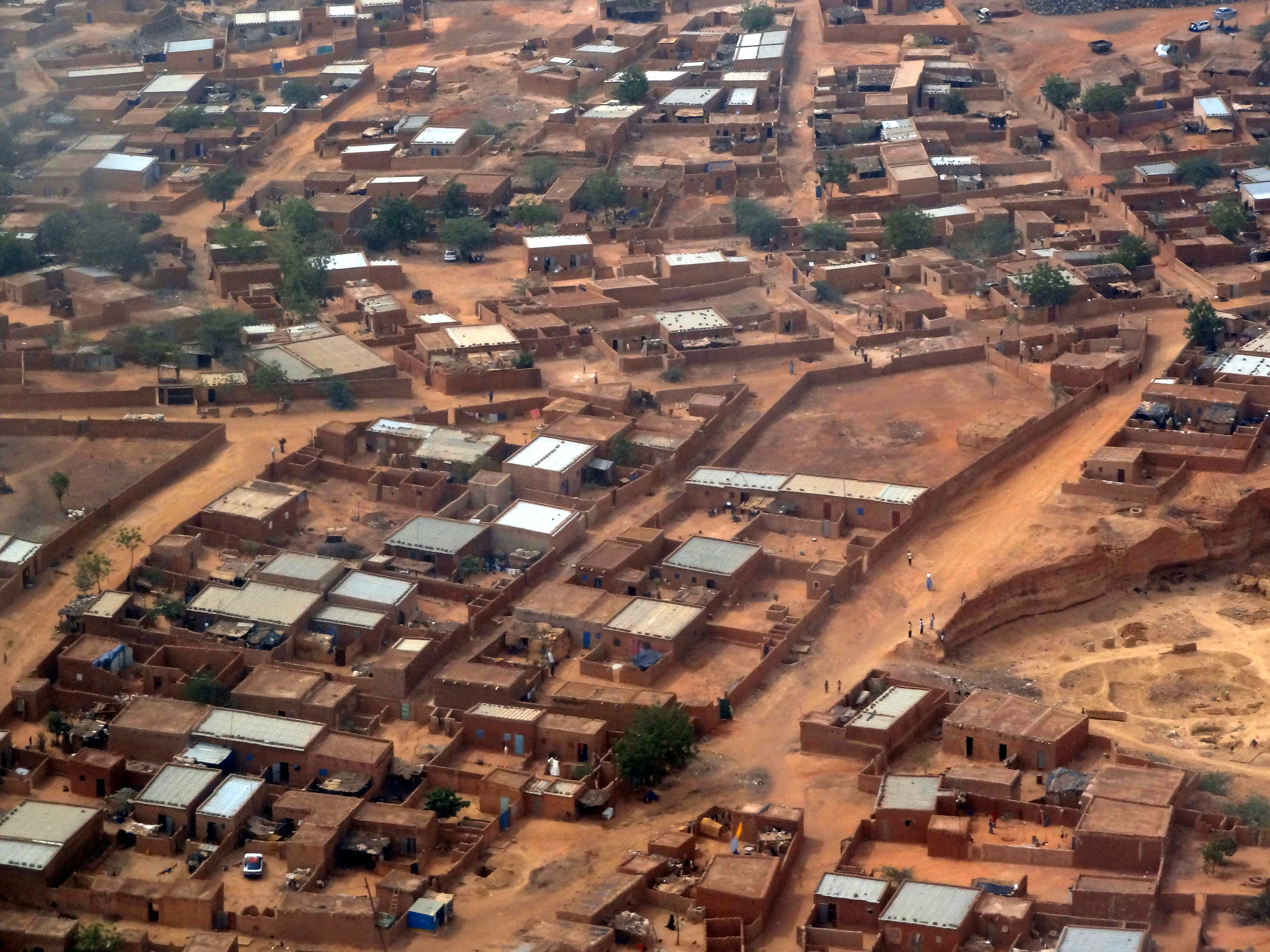
Luftaufnahme von Pays Bas (2011)

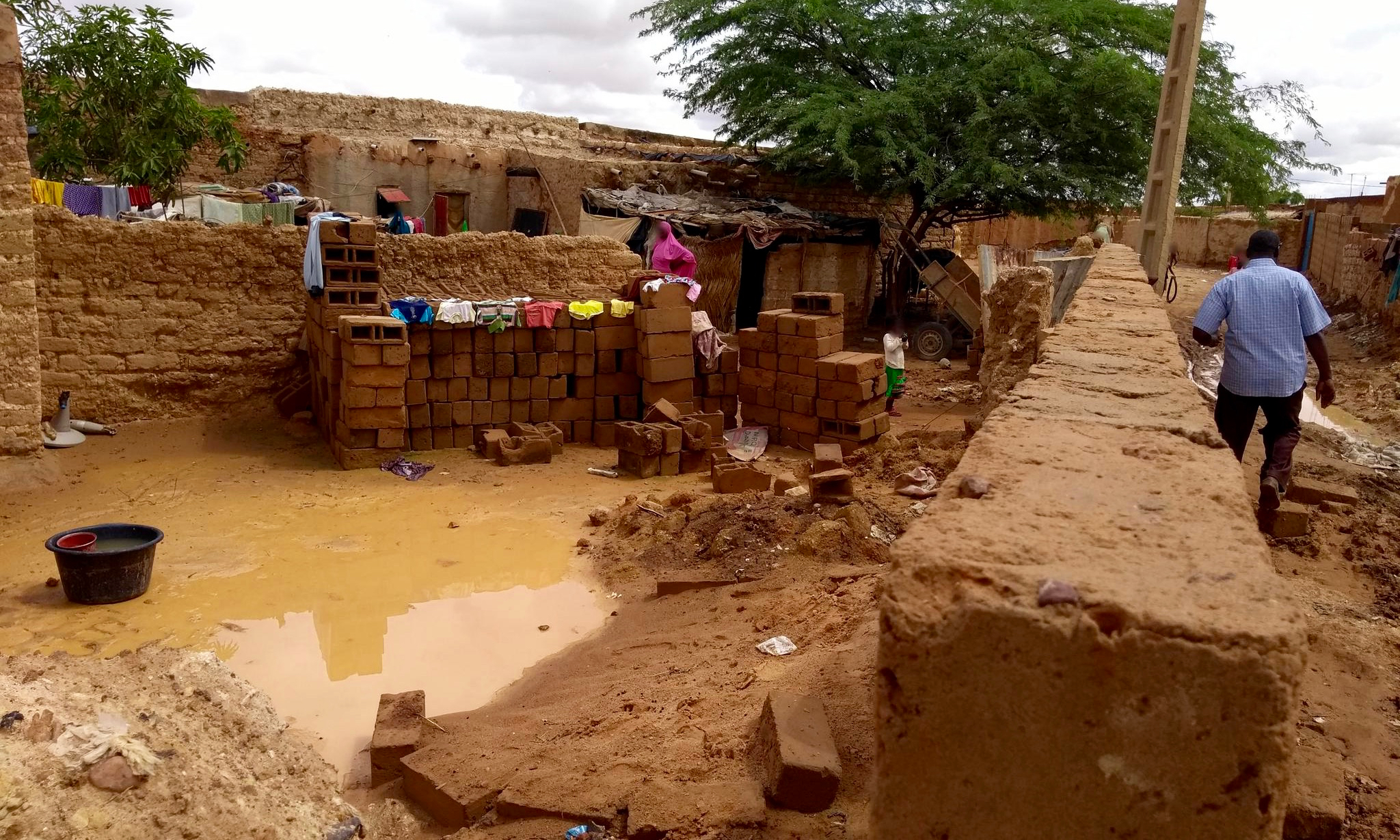
Straßenszene in Pays Bas (2017)

Pays Bas-Tondi Gammé befindet sich im Süden des urbanen Gemeindegebiets von Niamey. Nordöstlich des Stadtviertels erstreckt sich das Gelände des Flughafens Niamey. Die umliegenden Stadtviertel sind Talladjé im Nordwesten, Aéroport I im Osten, Aéroport II im Südosten, Saga Sahara im Südwesten und das Industriegebiet von Gamkalley Golley im Westen. Der Boden im Norden von Pays Bas-Tondi Gammé ist stark eisenhaltig, wodurch keine Einsickerung möglich ist. Im Süden besteht er aus einer weniger als 2,5 Meter tiefen Sandschicht.
Das Stadtviertel besteht aus zwei Siedlungen, Pays Bas (Saga Kourtey) im Nordwesten und Tondi Gammé im Südosten, zwischen denen ein Streifen Land mit Gärten liegt. Während Pays Bas den Ruf als ein Armenviertel hat, gilt das kleinere Tondi Gammé als gehobenere Wohngegend.

## Geschichte
Die Gegend war bereits in den 1930er Jahren von Viehhirten bewohnt. Die beiden Siedlungen Pays Bas und Tondi Gammé entstanden gegen Ende des 20. Jahrhunderts und wiesen an der Wende zum 21. Jahrhundert ein starkes Bevölkerungswachstum auf. Um das Jahr 2012 wurden sie administrativ zum neuen Stadtviertel Pays Bas-Tondi Gammé zusammengeschlossen.

## Bevölkerung
Bei der Volkszählung 2012 hatte Pays Bas-Tondi Gammé 31.222 Einwohner, die in 4839 Haushalten lebten. Bei der Volkszählung 2001 betrug die Einwohnerzahl von Pays Bas (Saga Kourtey) 7551 in 1167 Haushalten.